# Patio de los Naranjos
De Patio de los Naranjos ("patio van de sinaasappelbomen") is een rechthoekige binnenplaats met een groot aantal sinaasappelbomen, naast de kathedraal van Sevilla en de Giralda in de Spaanse stad Sevilla. Langs de bomen liggen kleine irrigatiekanalen die verdiept zijn aangelegd in he oppervlak van het plein. Het plein dateert uit de 12e eeuw. Tot de 15e eeuw stonden er palmbomen op het plein.
De patio fungeerde als sahn van de moskee die hier oorspronkelijk stond en in de 15e eeuw plaats moest ruimen voor de kathedraal waarbij de Giralda, oorspronkelijk het minaret van de moskee, vanaf dan dienstdeed als klokkentoren van de kathedraal. De Puerta del Perdón geeft toegang tot de patio.

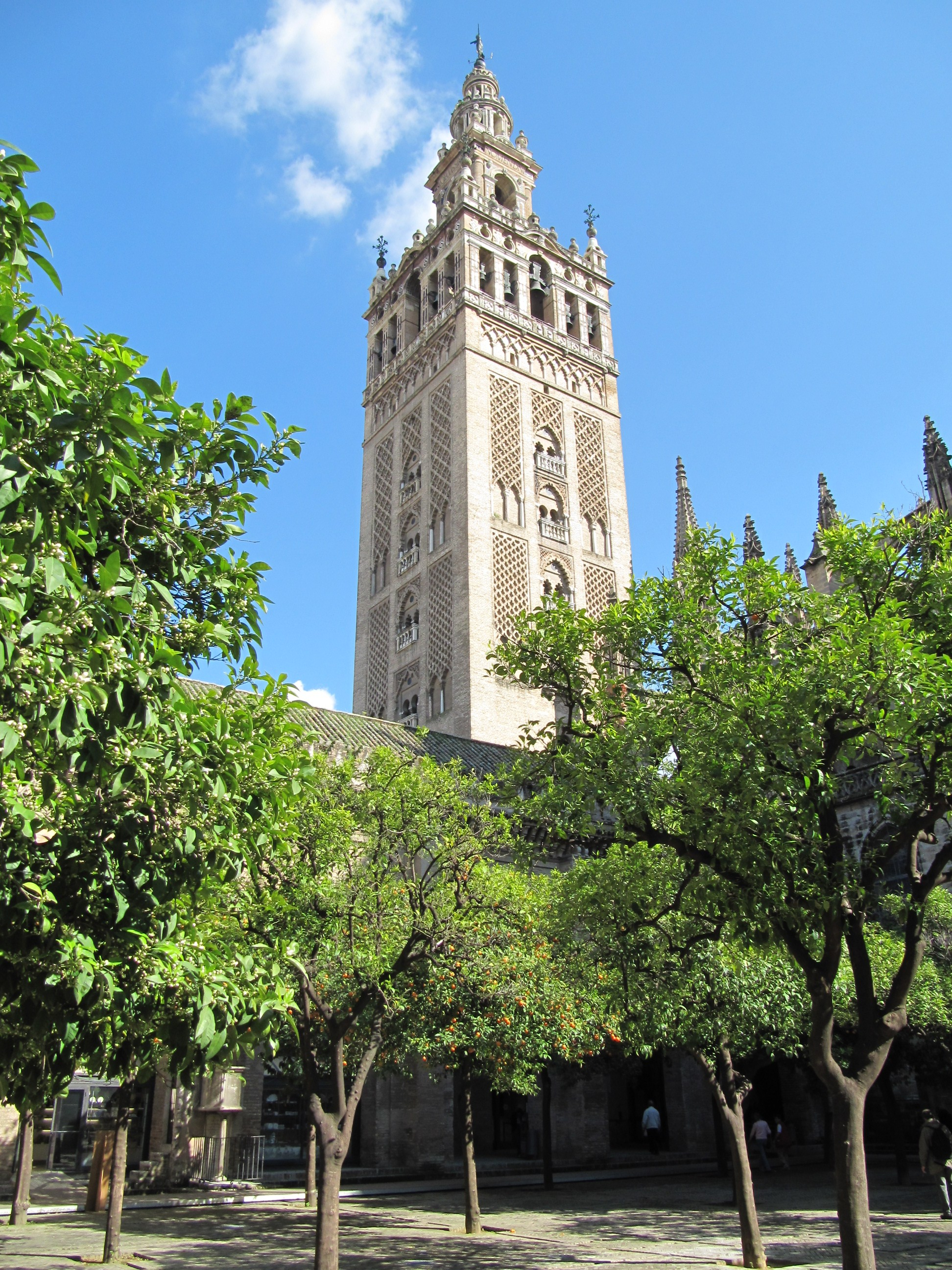
De patio met de Giralda op de achtergrond
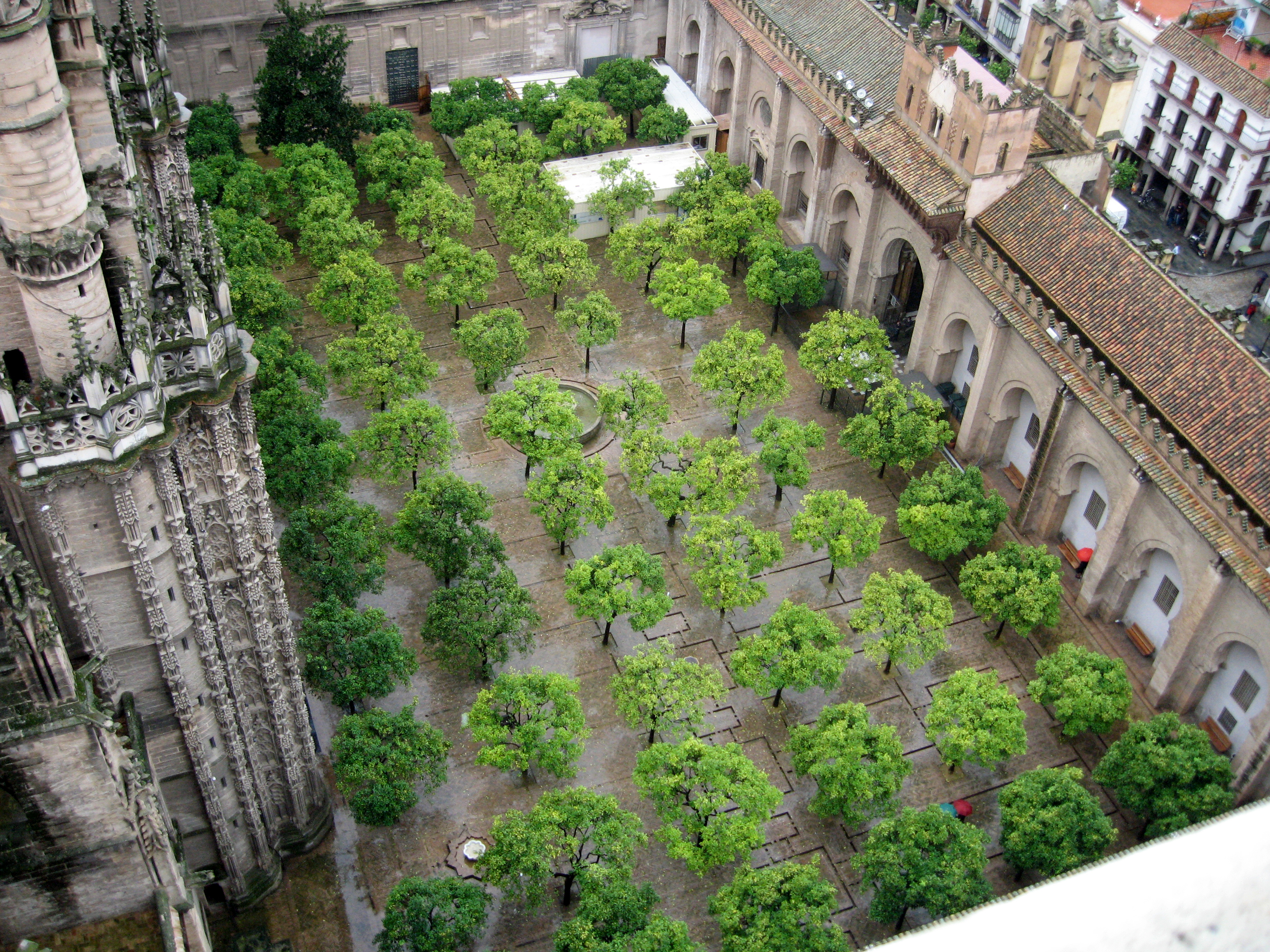
Van bovenaf gezien
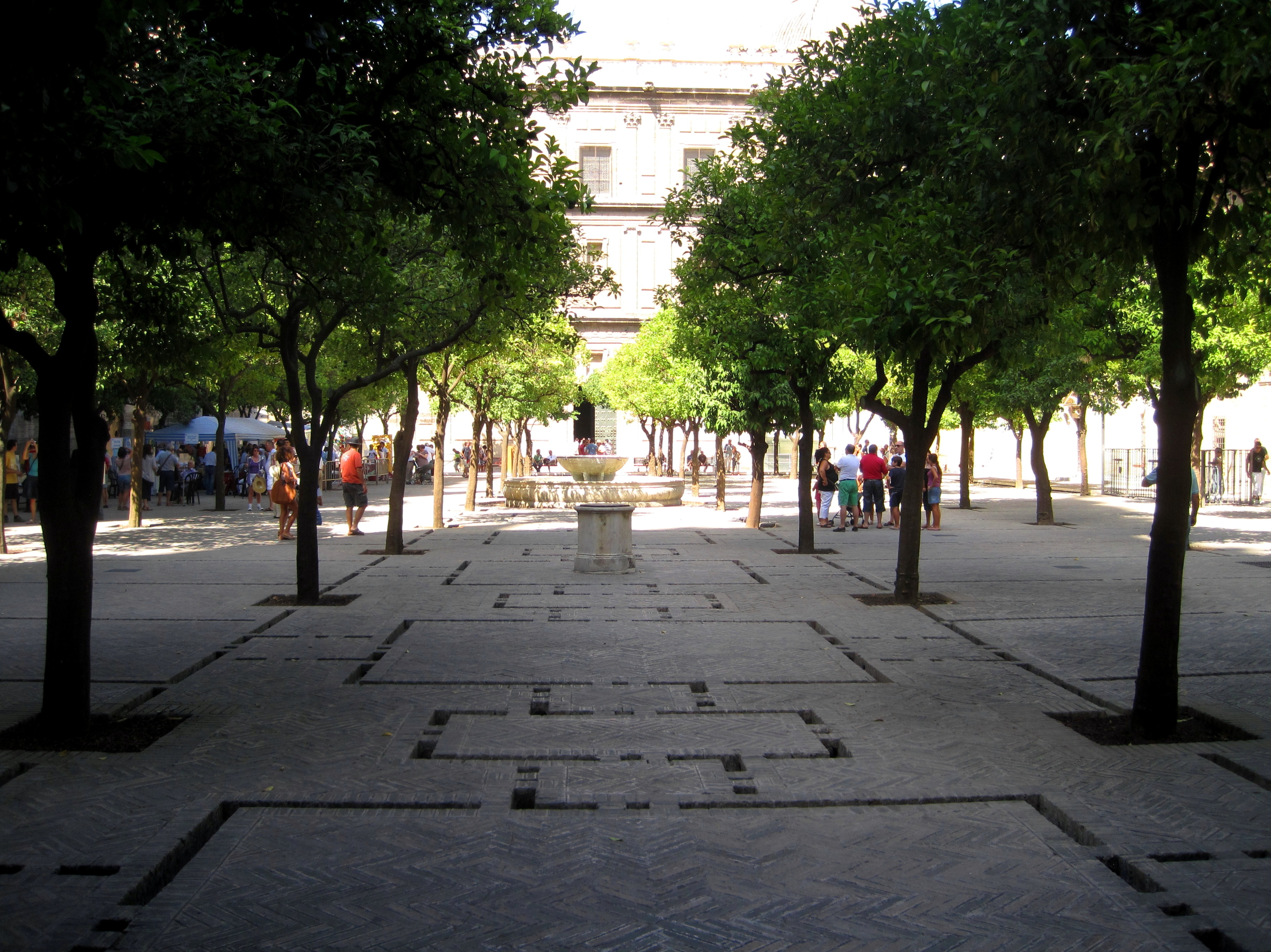